# Vieux-Bourg
Pour les articles homonymes, voir Vieux-Bourg (homonymie).
Vieux-Bourg est une commune française, située dans le département du Calvados en région Normandie.

## Géographie

### Localisation
La commune est au nord du pays d'Auge. Son bourg est à 6 km au nord-est de Pont-l'Évêque, à 8 km au sud-ouest de Beuzeville et à 14 km au sud de Honfleur.
La commune se trouve dans la zone d'emploi de de Honfleur -  Pont-Audemer et dans le bassin de vie de Pont-l'Évêque

### Communes limitrophes
Les communes limitrophes sont Saint-André-d'Hébertot, Saint-Benoît-d'Hébertot, Saint-Gatien-des-Bois et Surville.
| Saint-Gatien-des-Bois           | Saint-Gatien-des-Bois | Saint-Gatien-des-Bois, Saint-Benoît-d'Hébertot |
| Saint-Gatien-des-Bois           | Vieux-Bourg           | Saint-Benoît-d'Hébertot                        |
| Saint-Gatien-des-Bois, Surville | Surville              | Saint-André-d'Hébertot, Surville               |

### Géologie et relief
La superficie de la commune est de 1,30 km2 ; son altitude varie de 44  à   135 mètres.

### Hydrographie
La commune est située dans le bassin Seine-Normandie. Elle est drainée par le Douet, le ruisseau de la Vivette et divers autres petits cours d'eau,.

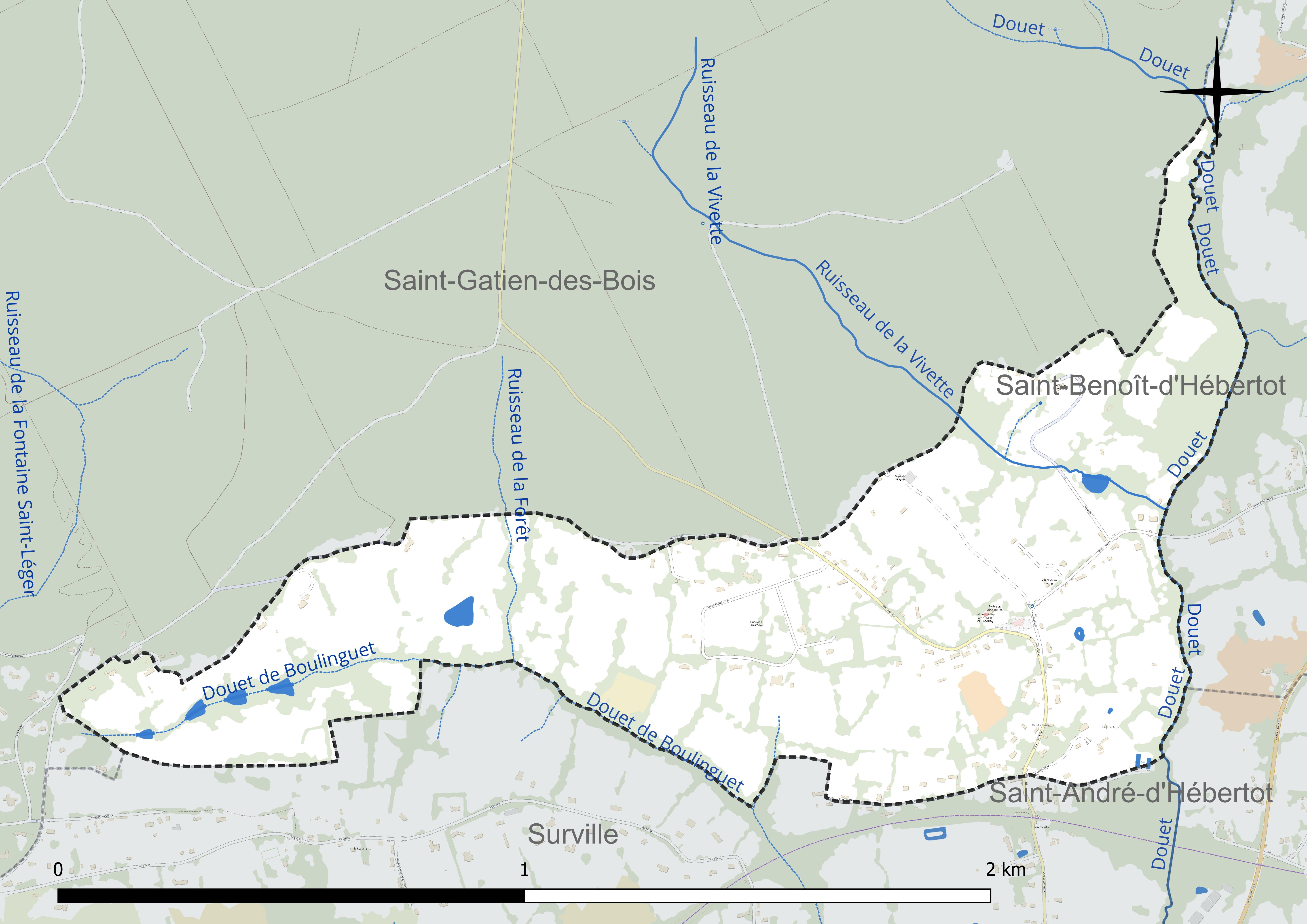
Réseau hydrographique de Vieux-Bourg.

### Climat
Pour des articles plus généraux, voir Climat de la Normandie et Climat du Calvados.
En 2010, le climat de la commune est de type climat océanique franc, selon une étude du CNRS s'appuyant sur une série de données couvrant la période 1971-2000. En 2020, Météo-France publie une typologie des climats de la France métropolitaine dans laquelle la commune est exposée à un climat océanique et est dans la région climatique Côtes de la Manche orientale, caractérisée par un faible ensoleillement (1 550 h/an) ; forte humidité de l'air (plus de 20 h/jour avec humidité relative > 80 % en hiver), vents forts fréquents. Parallèlement le GIEC normand, un groupe régional d'experts sur le climat, différencie quant à lui, dans une étude de 2020, trois grands types de climats pour la région Normandie, nuancés à une échelle plus fine par les facteurs géographiques locaux. La commune est, selon ce zonage, exposée à un « climat contrasté des collines », correspondant au Pays d'Auge, Lieuvin et Roumois, moins directement soumis aux flux océaniques et connaissant toutefois des précipitations assez marquées en raison des reliefs collinaires qui favorisent leur formation.
Pour la période 1971-2000, la température annuelle moyenne est de 10,6 °C, avec  une amplitude thermique annuelle de 13,3 °C. Le cumul annuel moyen de précipitations est de 831 mm, avec 12,7 jours de précipitations en janvier et 8,3 jours en juillet. Pour la période 1991-2020, la température moyenne annuelle observée sur la station météorologique la plus proche, située sur la commune de Saint-Gatien-des-Bois à 6 km à vol d'oiseau, est de 11,0 °C et le cumul annuel moyen de précipitations est de 920,4 mm,. Pour l'avenir, les paramètres climatiques de la commune estimés pour 2050 selon différents scénarios d'émission de gaz à effet de serre sont consultables sur un site dédié publié par Météo-France en novembre 2022.

## Urbanisme

### Typologie
Au 1er janvier 2024, Vieux-Bourg est catégorisée commune rurale à habitat dispersé, selon la nouvelle grille communale de densité à 7 niveaux définie par l'Insee en 2022.
Elle est située hors unité urbaine et hors attraction des villes,.

### Occupation des sols

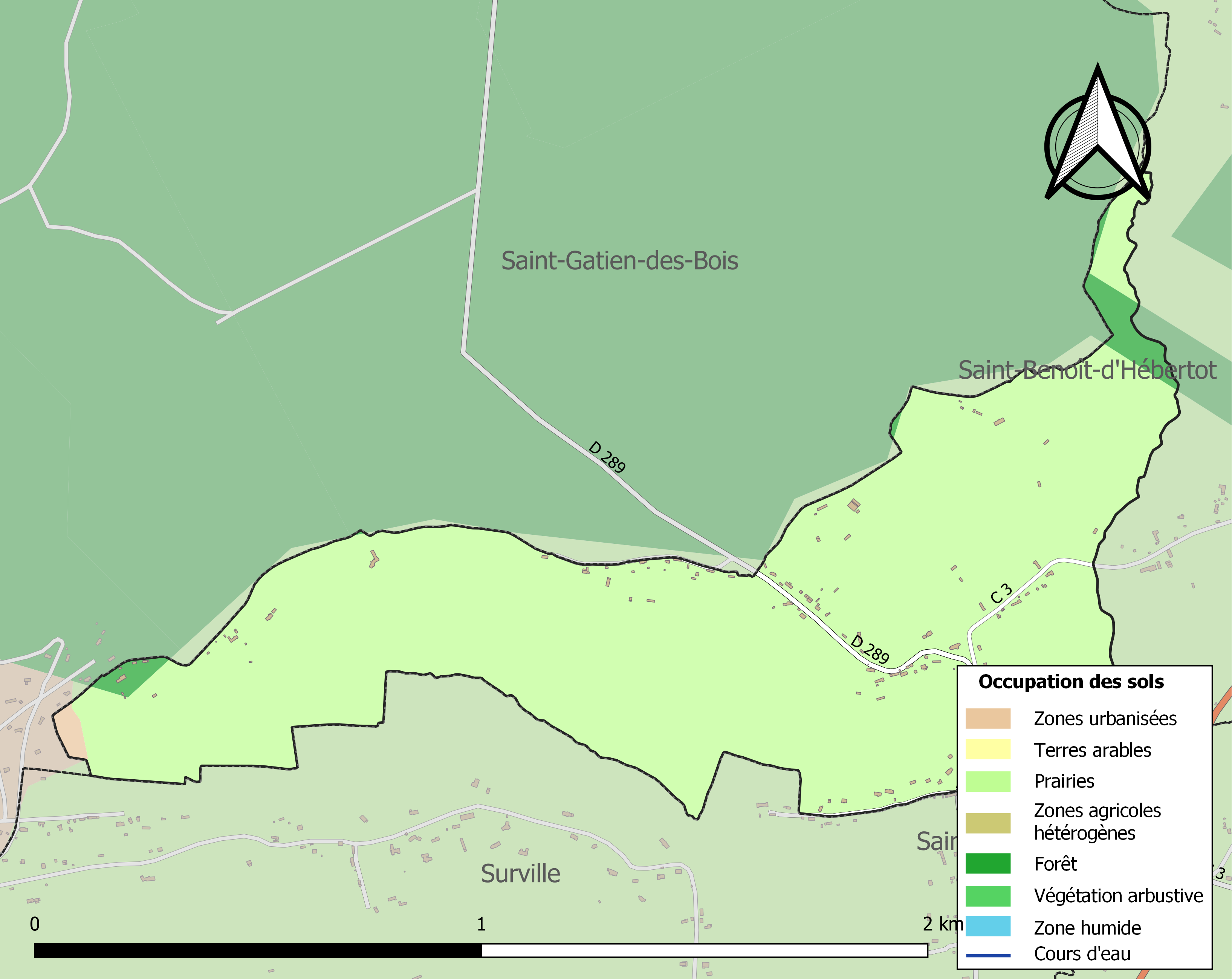
Carte des infrastructures et de l'occupation des sols de la commune en 2018 (CLC).

L'occupation des sols de la commune, telle qu'elle ressort de la base de données européenne d'occupation biophysique des sols Corine Land Cover (CLC), est marquée par l'importance des territoires agricoles (97,2 % en 2018), une proportion identique à celle de 1990 (97,2 %).
La répartition détaillée en 2018 est la suivante : prairies (97,2 %), forêts (2,2 %), zones urbanisées (0,6 %).
L'évolution de l'occupation des sols de la commune et de ses infrastructures peut être observée sur les différentes représentations cartographiques du territoire : la carte de Cassini (XVIIIe siècle), la carte d'état-major (1820-1866) et les cartes ou photos aériennes de l'IGN pour la période actuelle (1950 à aujourd'hui).

### Habitat et logement
En 2021, le nombre total de logements dans la commune était de 69, alors qu'il était de 62 en 2011 et 2016.
Parmi ces logements, 47,5 % étaient des résidences principales, 44,8 % des résidences secondaires et 7,7 % des logements vacants. Ces logements étaient pour 96,9 % d'entre eux des maisons individuelles et pour 0 % des appartements.
Le tableau ci-dessous présente la typologie des logements à Vieux-Bourg en 2021 en comparaison avec celle du Calvados et de la France entière. Une caractéristique marquante du parc de logements est ainsi une proportion de résidences secondaires et logements occasionnels (44,8 %) supérieure à celle du département (17,8 %) et à celle de la France entière (9,7 %).
| Typologie                                               | Vieux-Bourg | Calvados | France entière |
| ------------------------------------------------------- | ----------- | -------- | -------------- |
| Résidences principales (en %)                           | 47,5        | 75,5     | 82,2           |
| Résidences secondaires et logements occasionnels (en %) | 44,8        | 17,8     | 9,7            |
| Logements vacants (en %)                                | 7,7         | 6,6      | 8,1            |

## Toponymie
Le nom de la localité est attesté sous les formes Vetus Vicus en 1275 ; Vetus Burgus, au XVIe siècle;
Vieux semble correspondre à l'adjectif français.
Bourg serait dérivé du germanique burg, « fortification », « forteresse »,.
De l'adjectif oïl vieux et  bourg ; « vieux faubourg fortifié ».

## Politique et administration

### Rattachements administratifs et électoraux

#### Rattachements administratifs
La commune se trouve depuis 1926 dans l'arrondissement de Lisieux du département du Calvados.
Elle faisait partie de 1793 à 1872 du canton de Blangy-le-Château, année où elle intègre le canton de Pont-l'Évêque. Dans le cadre du redécoupage cantonal de 2014 en France, cette circonscription administrative territoriale a disparu, et le canton n'est plus qu'une circonscription électorale.

#### Rattachements électoraux
Pour les élections départementales, la commune fait partie depuis 2014 d'un nouveau canton de Pont-l'Évêque porté de 20 à 48 communes.
Pour l'élection des députés, elle fait partie de la quatrième circonscription du Calvados.

### Intercommunalité
Vieux-Bourg est membre de la communauté de communes Terre d'Auge, un établissement public de coopération intercommunale (EPCI) à fiscalité propre créé fin 2002 et auquel la commune a transféré un certain nombre de ses compétences, dans les conditions déterminées par le code général des collectivités territoriales.

### Administration locale
Le conseil municipal est composé de sept membres dont le maire et un ou plusieurs adjoints.

### Liste des maires
| Période                                  | Période        | Identité        | Étiquette                   | Qualité |
| ---------------------------------------- | -------------- | --------------- | --------------------------- | --- |
| Les données manquantes sont à compléter. |                |                 |                             | |
|                                          |                |                 |                             | |
| juin 1995                                | septembre 2024 | Gérard Poulain, | DVD puis UPR (depuis 2015), | Chef d'entreprise Président du Syndicat des eaux de Saint-Benoît-d'Hébertot (2014 → 2024) Vice-président du SDEC Énergies (2022 → 2024) Mort en fonction |

## Équipements et services publics
Un marché forain a lieu les mardis après-midis.

### Espaces publics
Candidat au palmarès 2019 du Concours départemental des villes et villages fleuris, Vieux-Bourg a reçu le 3e prix dans la 1re catégorie (communes de moins de 1 000 habitants) le 14 octobre 2019.

## Population et société
Les habitants sont les (les Vétéroburgiens ou les Vétibourgeois)

### Démographie
L'évolution du nombre d'habitants est connue à travers les recensements de la population effectués dans la commune depuis 1793. Pour les communes de moins de 10 000 habitants, une enquête de recensement portant sur toute la population est réalisée tous les cinq ans, les populations de référence des années intermédiaires étant quant à elles estimées par interpolation ou extrapolation. Pour la commune, le premier recensement exhaustif entrant dans le cadre du nouveau dispositif a été réalisé en 2008.

En 2022, la commune comptait 91 habitants, en évolution de +9,64 % par rapport à 2016 (Calvados : +1,58 %, France hors Mayotte : +2,11 %).
| 1793 | 1800 | 1806 | 1821 | 1831 | 1836 | 1841 | 1846 | 1851 |
| ---- | ---- | ---- | ---- | ---- | ---- | ---- | ---- | ---- |
| 224  | 162  | 227  | 207  | 196  | 204  | 217  | 205  | 203  |

| 1856 | 1861 | 1866 | 1872 | 1876 | 1881 | 1886 | 1891 | 1896 |
| ---- | ---- | ---- | ---- | ---- | ---- | ---- | ---- | ---- |
| 177  | 173  | 159  | 132  | 136  | 130  | 129  | 121  | 114  |

| 1901 | 1906 | 1911 | 1921 | 1926 | 1931 | 1936 | 1946 | 1954 |
| ---- | ---- | ---- | ---- | ---- | ---- | ---- | ---- | ---- |
| 105  | 91   | 82   | 81   | 93   | 83   | 71   | 85   | 68   |

| 1962 | 1968 | 1975 | 1982 | 1990 | 1999 | 2006 | 2008 | 2013 |
| ---- | ---- | ---- | ---- | ---- | ---- | ---- | ---- | ---- |
| 69   | 74   | 76   | 90   | 87   | 74   | 79   | 80   | 86   |

| 2018 | 2022 | - | - | - | - | - | - | - |
| ---- | ---- | - | - | - | - | - | - | - |
| 73   | 91   | - | - | - | - | - | - | - |

### Vie associative
- L'association de sauvegarde du patrimoine de Vieux-Bourg (ASPVB), créée en 2022, s'est donnée comme tâche de recueillir des fonds pour poursuivre la rénovation de l'église Notre-Dame-des-Roncettes et de la fontaine de Saint-Erme[35].

## Culture locale et patrimoine

### Lieux et monuments
- Église Notre-Dame des Roncettes (XVIe siècle), qui nécessite des travaux de restauration[36],[37].
Ses fonts baptismaux du XVe siècle sont classés au patrimoine départemental du Calvados[35]

- Fontaine Saint-Erme. Saint Erme (ou Hermès) est sollicité pour ses vertus à guérir les maux d'yeux[38].

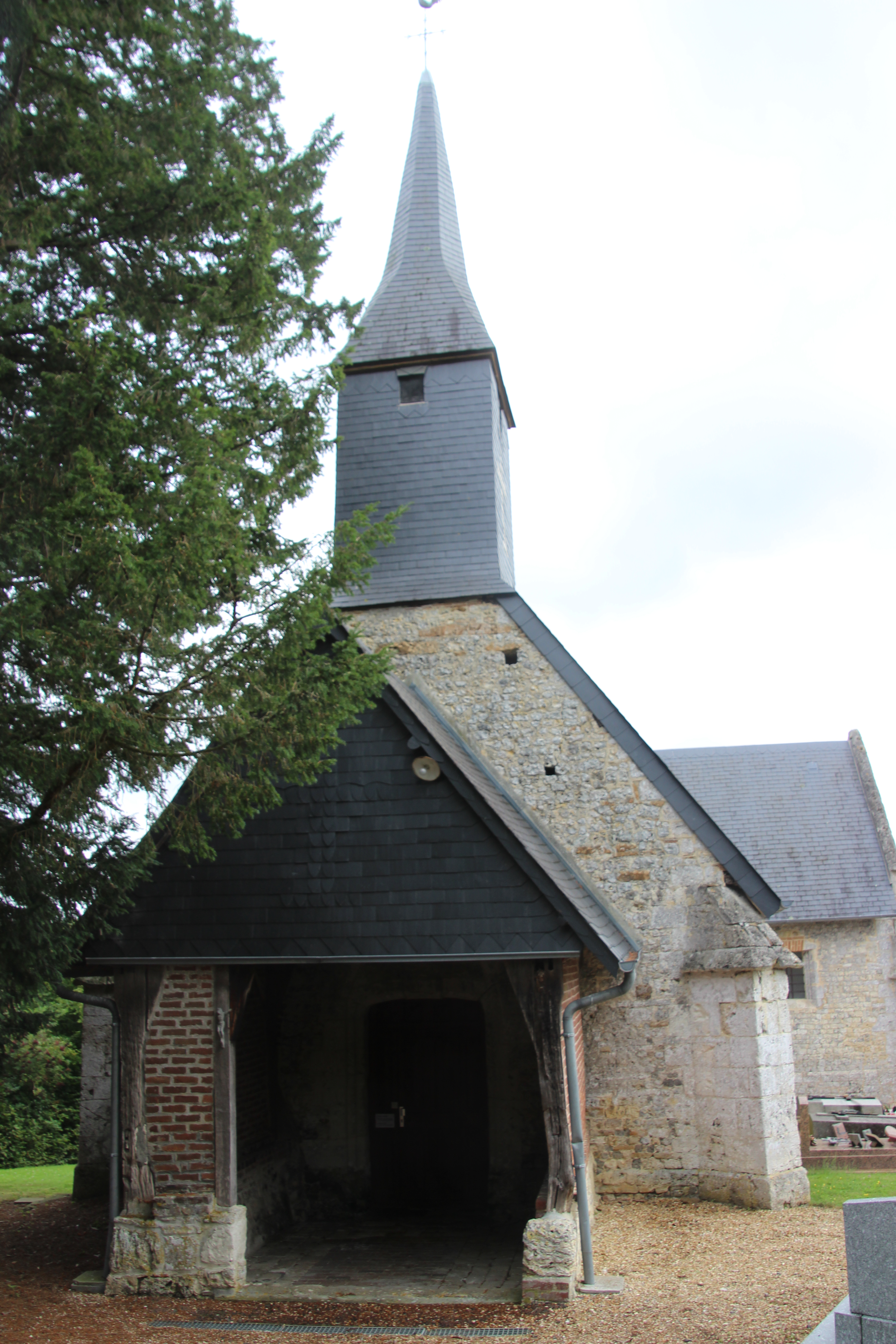
L'église Notre-Dame...
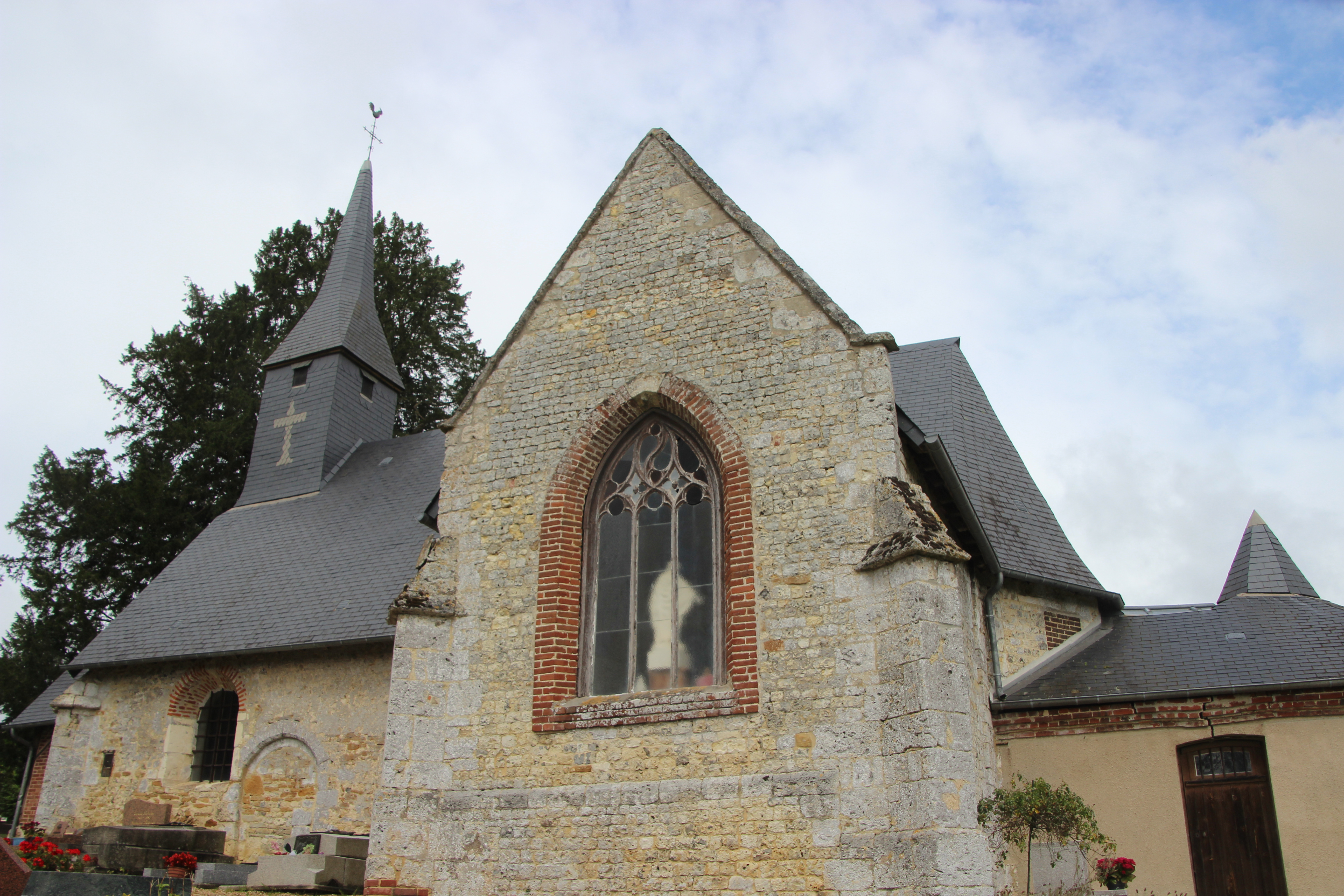
... et son transept.
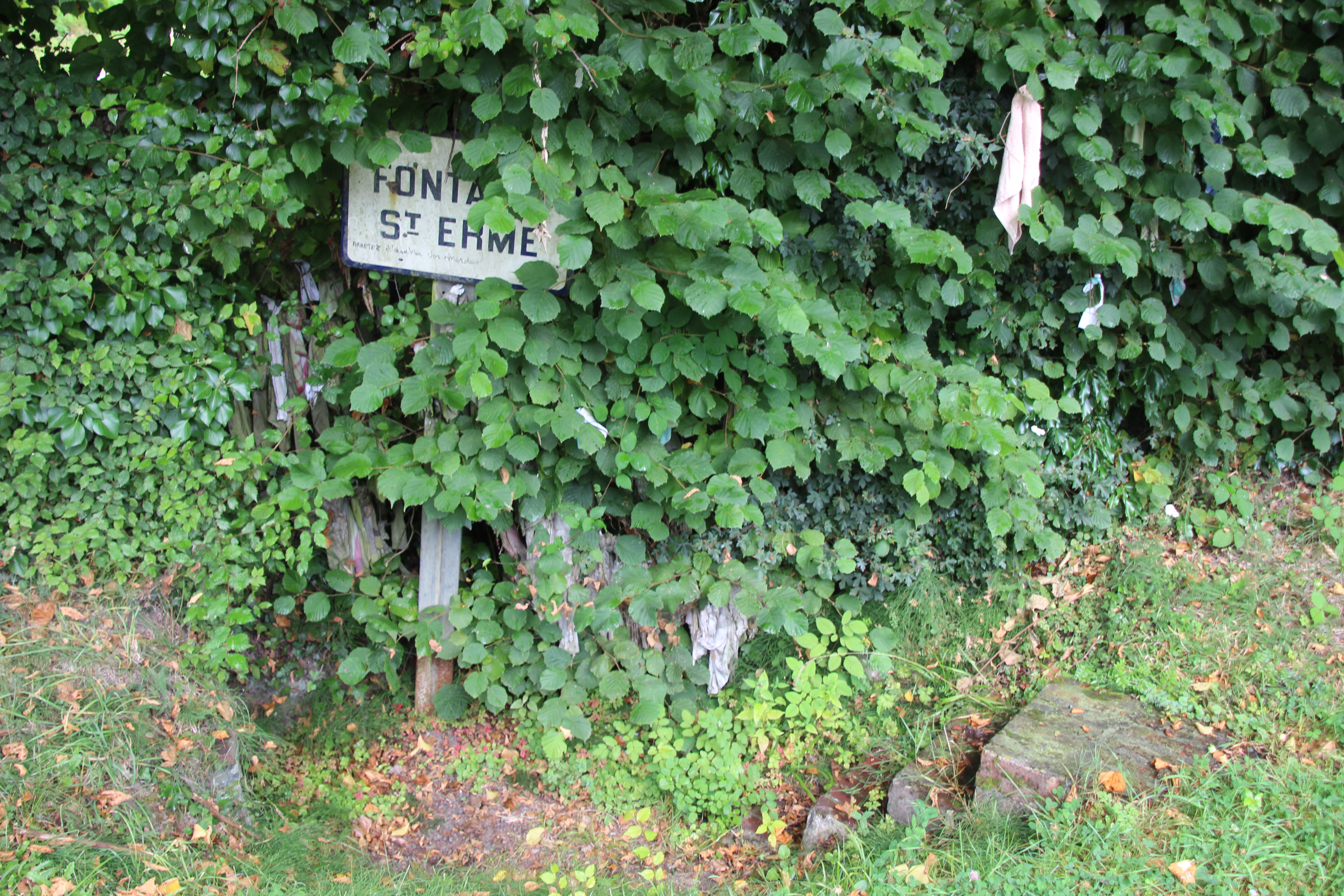
La fontaine Saint-Erme.
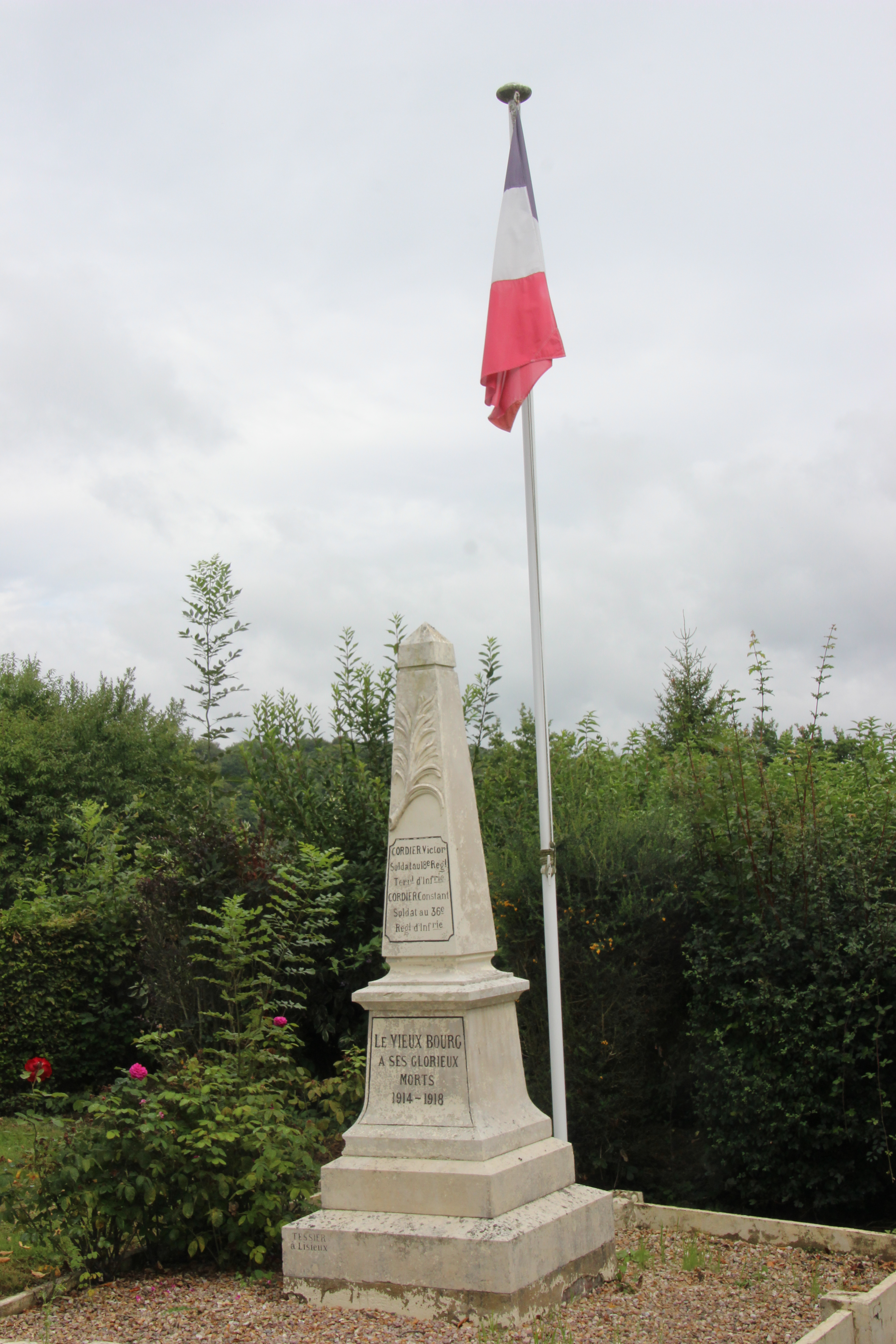
Le monument aux morts.

## Héraldique
| Blason de Vieux-Bourg | Blason  | De gueules à la tour d'argent maçonnée de sable. |
| Blason de Vieux-Bourg | Détails |                                                  |

## Pour approfondir